# Ávra (ort i Grekland, Attika)
Ávra (Αύρα) är en ort i Grekland.   Den ligger i prefekturen Nomarchía Anatolikís Attikís och regionen Attika, i den sydöstra delen av landet, 40 km nordost om huvudstaden Aten. Ávra ligger 56 meter över havet och antalet invånare är 191.
Terrängen runt Ávra är kuperad västerut, men österut är den platt. Havet är nära Ávra österut.  Närmaste större samhälle är Néa Mákri, 11,4 km söder om Ávra. 